# Harry Bernas
Pour les articles homonymes, voir Bernas.
Harry Bernas est un physicien français né à Vienne (Autriche) en 1936.

## Vie et carrière
Sa famille, juive, doit fuir le nazisme, d'abord à Paris en 1938, puis à New York en 1941,.
En 1961, il est nommé enseignant-chercheur à l'université de Paris puis au CNRS. En 1980 il est nommé directeur du Centre de sciences nucléaires et de sciences de la matière, au CNRS-Université de Paris-Sud.
En 1992 il crée un programme européen "Études de matériaux irradiés", fédérant 130 laboratoires dans 12 pays.

## Publications
Auteur de quelque 250 articles scientifiques publiés dans les revues internationales à comité de lecture, Harry Bernas a contribué à deux ouvrages universitaires.
Après l'accident de Fukushima, il entreprend des recherches sur l'histoire du nucléaire et publie des articles dans American Historical Review, The Times, Sciences et Avenir, Le Monde, Libération et Les Échos. 
Il est aussi l'auteur de
- Harry Bernas, L'Île au Bonheur : Hommes, atomes et cécité volontaire, Le Pommier, 2022, 334 p. (ISBN 9782746525566)[5],[6],[7] - Traduction de Nancy Huston
- Harry Bernas, Les Merveilleux Nuages : Que faire du nucléaire ?, Seuil, 2023, 160 p. (ISBN 9782021531497)[8],[9],[10],[11].